# Xã Carlston, Quận Freeborn, Minnesota
Xã Carlston (tiếng Anh: Carlston Township) là một xã thuộc quận Freeborn, tiểu bang Minnesota, Hoa Kỳ. Năm 2010, dân số của xã này là 305 người.